# Aberdeen Line

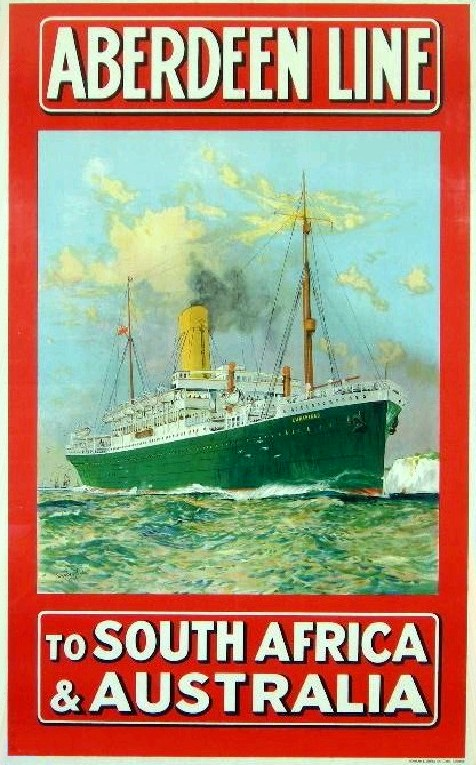
Reklamaffisch för Aberdeen Lines från 1927.

Aberdeen Line var ett brittiskt rederibolag grundat 1824, i Aberdeen. Det lades ner 1957.